# Walter Model
Walter Model   (Genthin, 24 de gener de 1891 - Ratingen, 21 d'abril de 1945), de nom complet Otto Moritz Walter Model, va ser un general i posteriorment un Mariscal de Camp alemany durant la Segona Guerra Mundial. Destaca per les seves batalles defensives en la segona meitat de la guerra, principalment al Front Oriental, però també a l'occidental, així com per la seva proximitat a Adolf Hitler i al Nazisme. Se l'ha considerat com el millor tàctic defensiu de la Wehrmacht.
Si bé era un comandant agressiu de panzers als inicis de la guerra, va ser especialment conegut per la seva pràctica en la guerra de desgast (el seu col·lega, el General Erhard Raus, ho anomenava "la zona defensiva"). Posava èmfasi en les fortificacions, un rebuig a donar terreny (que no s'ha de confondre amb un rebuig absolut a les retirades) i a la importància de no permetre grans trencaments de les línies per part de l'enemic. Això li portà grans èxits, però la seva mort el 1945 volia dir que els seus rivals el superarien en l'elecció de la guerra de maniobra.
Model cridà l'atenció de Hitler ja abans de l'esclat de la Segona Guerra Mundial, però la seva relació no es va fer propera fins al 1942. El seu estil tenaç i la seva personalitat agressiva li van fer guanyar la simpatia de Hitler, qui el considerava com el seu millor comandant i repetidament li encarregava que solucionés situacions desesperades. No obstant això, al final de la guerra aquesta va decaure molt, després que Model fos derrotat a les Ardenes.
En termes personals, Model és considerat com un líder capaç i competent, però era conegut per "demanar massa i tot massa ràpid", sense acceptar excuses pel fracàs ni dels seus homes ni dels seus superiors. Es deia que les seves tropes havien "patit sota les seves demandes erràtiques i inconsistents", i que sovint no era conscient del que no era possible. Per un altre costat, el seu desafecte per la burocràcia i el seu discurs cru sovint el feien apreciat pels seus homes.

## Biografia
La decisió de Model de cremar els seus papers abans de suïcidar-se fa que se sàpiga poc sobre els seus inicis. Nascut a Genthin, Saxònia, fill d'un professor de música de classe mitjana-baixa, no tenia antecedents militars a la família. El 1908 ingressà a l'Acadèmia d'Oficials de l'Exèrcit a Nysa, d'on es graduà com a Leutnant del 52è Regiment d'Infanteria von Alvensleben el 1910. Va fer pocs amics entre els seus companys, i aviat va ser conegut per la seva ambició, conducta i franquesa. Aquestes serien les característiques que marcarien tota la seva carrera.

### Primera Guerra Mundial
Durant la Primera Guerra Mundial, el 52è d'Infanteria formà part de la 5a Divisió, lluitant al Front Occidental. Model serví com a ajudant al 1r Batalló. Al maig 1915 va ser ferit prop d'Arràs, i a l'octubre guanyà la Creu de Ferro de 1a classe. Els seus mèrits van cridar l'atenció del seu comandant de divisió el qual, tot i que no li agradava el seu incòmode subordinat, el recomanà per a ser destinat a l'Estat Major. Entre altres coses, això significà que Model només prengué part en les etapes inicials de la batalla de Verdun, i que escapà de la carnisseria del Somme, en la qual participà la seva divisió.
Model participà el curs abreujat per a oficials d'Estat Major i tornà amb la 5a Divisió com a ajudant de la 10a Brigada, càrrec que vingué seguit de diversos més com a comandant de companyia al 52è d'Infanteria i al 8è de Granaders. Va ser promogut a Hauptmann al novembre de 1917, i el 1918 va ser destinat a l'Estat Major de la Divisió de la Guàrdia, en la que lluità en l'Ofensiva de Primavera. Acabà la guerra amb la 36a Divisió de Reserva.

### Anys d'entreguerres
Al final de la guerra, Model tenia una reputació d'oficial capaç amb un gran potencial. A més, era conegut per Hans von Seeckt, cap de l'esquifit Reichswehr, dels seus càrrecs d'Estat Major durant la guerra, i portava molt bones referències del General Major Franz von Rantau, comandant de la 36a Divisió de Reserva. Per tant, era obvi que fos un dels 4.000 oficials que serien retinguts pel Reichswehr. Model normalment es mantingué apartat de la política en el caòtic període que marcà l'inici de la República de Weimar, si bé com a oficial de l'exèrcit hagué de participar en la sagnant repressió de l'alçament comunista al Ruhr. A l'any següent es casà amb Herta Huyssen, amb qui tindria 3 fills: Christa, Hella i Hansgeorg. Model odiava les històries de guerra, i mai no discutí de política o de guerra amb la seva esposa.
El 1925 va ser destinat a la 3a Divisió d'Infanteria, una formació d'elit del Reichswehr, i una de les que més participà en les noves innovacions tècniques del moment. Des de 1928 estudià tàctica i estudis de guerra en general del curs bàsic de l'Estat Major General, i el 1930 va ser destinat a la Branca d'Entrenament del Truppenamt. Va ser conegut pel seu suport entusiasme per modernitzar l'exèrcit, i per la seva total manca de tacte. El 1938 va ser ascendit a Generalmajor, donant una demostració d'un assalt sobre maquetes de fortificacions txeques que impressionà a Hitler, però que preocupà el cap de l'Estat Major de l'Exèrcit, Ludwig Beck, que intentava dissuadir a Hitler de l'ocupació dels Sudets). Com molts altres oficials, Model donava suport al Partit Nazi, i durant la seva estada a Berlín mantingué contactes amb diversos alts membres del règim nazi, fent amistat amb Joseph Goebbels i Hermann Göring.

### Segona Guerra Mundial
Model passà el primer any de la Segona Guerra Mundial com a Cap d'Estat Major, primer al IV Cos durant la invasió de Polònia i després al XVI Armee durant la batalla de França. L'abril del 1940 va ser promogut a Generalleutnant, i al novembre d'aquell any tingué el seu comandament superior, quan va ser destinat a comandar la III Panzerdivision. Immediatament procedí a ignorar totes les formalitats d'organització i comandament, amb la qual cosa captiva als seus homes i exasperà al seu estat major, que sovint havia d'arreglar-ho tot. També instituí un programa d'entrenament d'armes combinades, on els seus homes anaven amb grups similars: els tanquistes anirien amb la infanteria, els enginyers amb les unitats de reconeixement, etc. Model així s'anticipava diversos mesos a l'ús dels kampfgruppen (si bé posteriorment aquesta pràctica esdevindria universal, no ho era pas a la Wehrmacht a final de 1940 i inici de 1941).

#### La invasió de la Unió Soviètica
Per a l'Operació Barbarroja, la 3a Divisió Panzer va ser assignada al XXIV Panzerkorps, pertanyent al Panzergruppe 2, comandat per Heinz Guderian. La campanya s'inicià el 22 de juny de 1941, amb Guderian fent que les seves divisions avancessin a tota màquina. Això li anà bé a Model, i pel 4 de juliol, les seves unitats d'avançada ja havien arribat al Dnièper, fet que li valgué ser condecorat amb la Creu de Cavaller de la Creu de Ferro. Travessar-lo ja va ser una altra història, car l'Exèrcit Roig estava preparat per defendre'l. L'avantguarda del de la divisió va ser rebutjada pel 21è Exèrcit soviètic, i no va ser fins al 10 de juliol que els alemanys estaven preparats per a forçar la travessia. Per a aquesta operació, Model, reforçat amb tropes addicionals, reorganitzà el seu comandament en 3 grups: un grup d'infanteria pesada que travessaria el riu i formaria un cap de pont, un grup blindat mòbil que passaria pel cap de pont i seguiria amb l'avanç, i un grup de suport que els recolzaria amb foc d'artilleria. El pla funcionà de manera que el pas del riu costà poques baixes. Va ser seguit de dues setmanes de dura lluita per defensar el flanc del grup panzer, durant el qual va rebre el comandament de la 1a Divisió de Cavalleria (a més de la 3a Panzer), formant el Gruppe Model, i atacà a les forces soviètiques prop de Róslavl.
Després de la caiguda de Smolensk, Hitler ordenà un canvi de direcció, i el Grup de Guderian hagué de dirigir-se cap al sud, endinsant-se a Ucraïna. El seu objectiu era atrapar les forces soviètiques que defensaven Kíev, una marxa de 275 km sense suport, i amb la 3a Divisió Panzer de nou com a punta de llança. Del 24 d'agost al 14 de setembre, Model dirigí un avanç cap a la rereguarda del Front Soviètic del Sud-oest que impressionà als seus homes per la velocitat amb què anava tot. La maniobra va concloure quan la 3a Panzer establí contacte amb la 16a Divisió Panzer (del Grup d'Exèrcits Sud) a Lokhvitsa. Si bé portaria bastants dies de combat acabar amb tota la resistència, la trampa al voltant de Kíev havia estat tancada.
Durant les primeres etapes de Barbarroja, Model havia conduït durament als seus homes, assolint el ràpid nivell d'avanç que Guderian els exigia. Va prendre grans riscos, car en un moment donat la seva divisió només tenia 10 tancs operatius, però la seva audàcia i les seves habilitats d'improvisació (i la ineptitud tàctica dels seus oponents) li portà la seva recompensa.

#### A les portes de Moscou
Poc després, Model va ser promogut a General der Panzertruppe i posat al capdavant del XLI Panzerkorps, que estava preparant-se per a l'Operació Tifó, l'assalt sobre Moscou. L'atac s'inicià el 2 d'octubre de 1941, i Model arribà al seu nou comandament el 14 de novembre, enmig de la lluita, la qual cosa no ajudà a fer-se estimar pel seu estat major.
El Cos, part del Panzergruppe 3 de Georg-Hans Reinhardt, estava situat a Kalinin, a uns 160 km al nord-oest de Moscou. Estava esgotat, després d'una llarga i tediosa línia de subministraments (Model havia estat promogut el 28 d'octubre, i necessitava 2 setmanes per arribar a Kalinin), i el fred temps estava començant a atrapar als alemanys. No obstant això, la moral encara estava alta, i l'atac final cap a Moscou s'inicià poc després de la seva arribada. Model era un torrent d'energia, visitant el front i exhortant les seves tropes pes uns esforços majors; també deixà estar les nimietats del protocol i les cadenes de comandament i, en general, deixà al seu estat major seguint les seves passes. El 5 de desembre, la 6a Divisió Panzer del XLI Panzerkorps arribà a Iohnca, a només 22 km del Kremlin. Fins allà van arribar, car el temps, fins i tot pels nivells russos, va ser massa fred. Les temperatures van caure de 20 a 40 °C sota zero; les armes i els vehicles es tornaven inservibles per la congelació, i els alemanys es veieren obligats a aturar les operacions ofensives.
Mentre que els alemanys feien front a això, els fronts soviètics Kalinin, Occidental i Sud-oest van llançar una contraofensiva general, dirigida a allunyar al Grup d'Exèrcits Centre de Moscou. El III Grup Panzer va ser directament atacat, ja que eren els qui més s'havien apropat a la ciutat. Durant 3 setmanes d'una lluita confusa i salvatge, Reinhardt salvà les seves tropes d'un encerclament potencial i va retirar-se fins a la línia del riu Lama. Encarregat de cobrir la retirada, l'estil directe i brutal de lideratge exercit per Model ara donava els seus dividends, mentre que el pànic amenaçava d'afectar totes les columnes alemanyes. En diverses ocasions arribà a restaurar l'ordre entre les seves tropes a punta de pistola enmig de nusos de carreteres congestionats, però la retirada mai no va arribar a ser un caos.
En aquest període, Model s'adonà que els atacs soviètics, fets a base d'onades en massa i amb escassa coordinació tàctica, tendien a ser més profitosos quan els alemanys empraven una defensa basant-se en un punt fort més que no pas en una línia contínua. A més, la logística encara no eren apropiada per donar suport a una batalla a gran velocitat; i encara que aconseguissin obrir una escletxa, això no representava una crisi. No obstant això, ordenà als seus homes que s'estenguessin, mentre que explotava el seu avantatge en artilleria sobre els soviètics, alhora que creava petits kampfgruppen mecanitzats per tapar les escletxes. La seva tàctica tingué èxit, però amb un preu molt alt: a la fi de 1941, la 6a Divisió Panzer només sumava 1.000 homes, incloent-hi els homes a la línia del front, suport i personal d'estat major i rereguarda. Model continuaria posant en pràctica tàctiques similars durant la seva carrera.

#### Rjev
L'èxit de Model en el manteniment del front no passà desapercebut, i el gener de 1942 va ser posat al capdavant del IX Armee, ocupant-se del sortent de Rjev, saltant per sobre d'almenys 15 comandants superiors, només al Grup d'Exèrcits Centre. Irònicament, si bé sentia un gran disgust cap als oficials que lluïen la banda roja dels pantalons, el fet és que ell tenia una experiència de valor com a comandant de divisió i de cos, així com de cap d'estat major de cos i d'exèrcit.
Hi ha una anècdota popular sobre la seva arribada al quarter general de l'exèrcit a Sitxevka el 18 de gener. Entrà a la sala de mapes sense cerimònies, examinà el mapa de situació mentre que es netejava el monocle. Quan el tinent coronel Blaurock informà que els plans actuals consistien a expulsar els russos de la línia ferroviària, ell demanà un contraatac amb l'objectiu final de colpejar el flanc rus i llavors ofegar-los. Quan el sorprès Blaurock preguntà "I què, Herr General, ens heu portat per a aquesta operació?", Model el mirà severament i respongué: "A mi!", abans d'esclatar en una rialla.
Tot just abans de marxar cap al front, el nou comandant d'exèrcit tingué diverses consultes tant amb Hitler com amb Halder. Van quedar impressionats per la gran fermesa de Model, la qual seria necessària per salvar l'exèrcit de la destrucció, així com per la seva vehemència, fins al punt en què Hitler afirmà un cop havia marxat: "Heu vist aquest ull? Confio en què aquest home ho farà, però no voldria servir sota d'ell". Quan Model marxà, el seu sector estava en total confusió: el Front de Kalinin havia trencat les línies i amenaçava la línia ferroviària Moscou-Smolensk, la principal línia de subministraments del Grup d'Exèrcits Centre. Tot i el perill, s'adonà de la precària posició dels atacants i contraatacà, aïllant al 39è Exèrcit Soviètic. En les ferotges batalles que seguiren va rebutjar múltiples intents soviètics per rellevar als soldats aïllats, sent el darrer al febrer. Llavors es dedicà a massacrar la bossa a plaer, en una sèrie d'operacions que culminarien a mitjans de juliol. Per això afegiria les Fulles de Roure a la seva Creu de Cavaller i va ser promogut a Generaloberst.
Havent restaurat el front del IX Armee, Model es preparà per mantenir-lo. La seva doctrina defensiva, combinant el pensament convencional amb les seves pròpies innovacions tàctiques, es basava en els següents principis:
- una intel·ligència al dia, basant-se en els informes del front i el reconeixement, en lloc de basar-se en els informes dels analistes de rereguarda.
- una línia del front contínua, sense importar si era prima. Això era contrari a la doctrina habitual alemanya, que preconitzava una pantalla de punts forts i el cos principal a la rereguarda
- reserves tàctiques per aturar qualsevol trencament imminent. A la pràctica, això volia dir dispersar els seus blindats en seccions i companyies individuals per tot el front per donar suport a la infanteria, en lloc de concentrar-los en un punt fort.
- un control i comandament centralitzat d'artilleria. Des del final de la I Guerra Mundial, les divisions alemanyes tenien l'artilleria distribuïda per tots els regiments, la qual cosa feia difícil portar la màxima potència de foc a un punt. Model reorganitzà la seva artilleria en batallons especials sota el control directe dels comandants de divisió i de cos.
- Múltiples línies de defensa estàtiques, per frenar l'avanç enemic. Hitler havia prohibit la construcció de múltiples línies, dient que els soldats estarien temptats d'abandonar les seves posicions per refugiar-se a les més profundes; Model simplement ignorà aquesta ordre inconvenient.

Fent servir aquestes tàctiques, Model defensaria amb èxit el seu front durant 1942 i 1943, tot i haver de cedir homes i vehicles pels combats del sud. En aquells moments rebutja diverses grans ofensives soviètiques, entre elles l'Operació Mart, que ha estat descrita com la pitjor derrota del Mariscal Gueorgui Júkov. Tot això s'afegí a la seva fama de lleó defensiu.
El IX Armee evacuà el sortent a l'Operació Búfal (Büffel) al març de 1943, com a part d'una retallada generalitzada de la línia del front. Les accions anti-partisanes s'estengueren per tot el front durant les setmanes prèvies a l'operació, en la qual s'estima que uns 3.000 russos van ser morts (la immensa majoria dels quals estant desarmats). La retirada va costar dues setmanes, amb baixes i retards mínims (l'exèrcit comptava amb uns 300.000 homes, 100 tancs i 400 canons). Model personalment ordenà la deportació de tots els civils homes, els pous havien de ser enverinats, i almenys dues dotzenes de pobles van ser destruïts. El mateix mes, va rebre les Espases per a la seva Creu de Cavaller, i el 9è Exèrcit rebé ordres de dirigir-se cap a Orel.

#### Kursk i Orel
El 5 de juliol de 1943 Model comandà l'assalt al nord de Kursk durant l'Operació Citadel, un pla que causà una gran controvèrsia a l'Alt Comandament alemany. Els Mariscals von Kluge i von Manstein, comandants dels Grups d'Exèrcits Centre i Sud respectivament, havien demanat que el sortent havia de ser atacat urgentment al maig, abans que els soviètics poguessin preparar les seves defenses. D'altres, en canvi (incloent-hi a Guderian), creien que l'atac era innecessari, i que el que haurien de fer era esperar que els soviètics llancessin la seva pròpia ofensiva per destruir-los. Model tenia els seus dubtes sobre atacar, senyalant que el Front Central del General Rokossovski estava fortament assentat en les seves posicions i el superaven en proporció de dos a un en homes, tancs i artilleria. En lloc de concloure que la nova ofensiva hauria de cancel·lar-se, va dir que hauria de posposar-se fins que rebés més reforços, en particular els nous Panthers i els destructors de tancs Ferdinands.
L'opinió real de Model sobre el valor de l'ofensiva no és clar. Von Manstein va prendre les seves recomanacions per bones, mentre que Guderian deia que estava totalment en contra d'atacar. També s'ha suggerit que de Model realment esperava desbaratar l'operació, retardant-la fins que els soviètics llancessin la seva.
L'assalt de Model va ser un fracàs, mentre que el 9è Exèrcit quedava ràpidament embussat a les elaborades fortificacions soviètiques. Si esperava adquirir algun avantatge esperant reforços, va cometre un greu error: la força de l'Exèrcit Roig a la zona creixia molt més de pressa que la força atacant. Havent perdut menys blindats i més artilleria que von Manstein al Sud, i tement que les profundes defenses soviètiques aguantarien un atac massiu de blindats (la punta de llança de la Blitzkrieg), decidí usar la seva infanteria per trencar la línia de Rokossovski abans de malaguanyar els seus blindats. No funcionà. Els alemanys van patir greus baixes per avançar menys de 12 km en una setmana, sent incapaços d'avançar fins a camp obert. Model llançà els seus blindats a la lluita, però van tenir poc efecte i només van aconseguir augmentar les mateixes baixes (els soviètics havien concentrat la majoria de les seves forces davant de Model al nord, i Rokossovski havia previst correctament per on vindria l'atac, defensant aquell sector seriosament). L'ús d'infanteria per part de Model també significaren que les seves baixes entre els blindats van ser menors que les de von Manstein.
Abans de Kursk, Model havia anticipat la possibilitat d'un atac soviètic sobre el salient d'Orel, i havia (sense el coneixement de l'OKH construït extenses posicions defensives per fer front a un atac així. Seguint l'estancament del seu avanç, la contraofensiva soviètica, l'Operació Kutúzov, que començà el 12 de juliol. A més del Front Central de Rokossovski, també involucrà els Fronts de Briansk i l'Occidental, una concentració major de forces que les que Model havia atacat a l'Operació Citadel. Per a la batalla, von Kluge el situà al comandament del II Panzerarmee, a més del 9è Exèrcit (de nou, una força major que la que havia comandat a Citadel). La superioritat soviètica de forces era tal que la Stavka esperava que en només 48 hores arribarien fins a Orel, trencant en 3 parts les forces alemanyes; però en lloc d'això, la batalla acabà 3 setmanes després amb Model retirant-se del sortent de manera endreçada. Una idea de l'escala de la lluita comparada amb Zitadel pot obtenir-se de les llistes de baixes combinades dels Exèrcits 2n Panzer i 9è: de l'1 al 10 de juliol, els alemanys van tenir 21.000 baixes; i des de l'11 al 31 de juliol, 62.000. Tot i aquestes quantitats de baixes, van aconseguir infringir les mateixes sobre 3 Fronts de l'Exèrcit Roig, van retallar la línia del front i van evitar ser anihilats. La reputació de Model va sobreviure al fracàs de Citadel.

#### Nord de Rússia

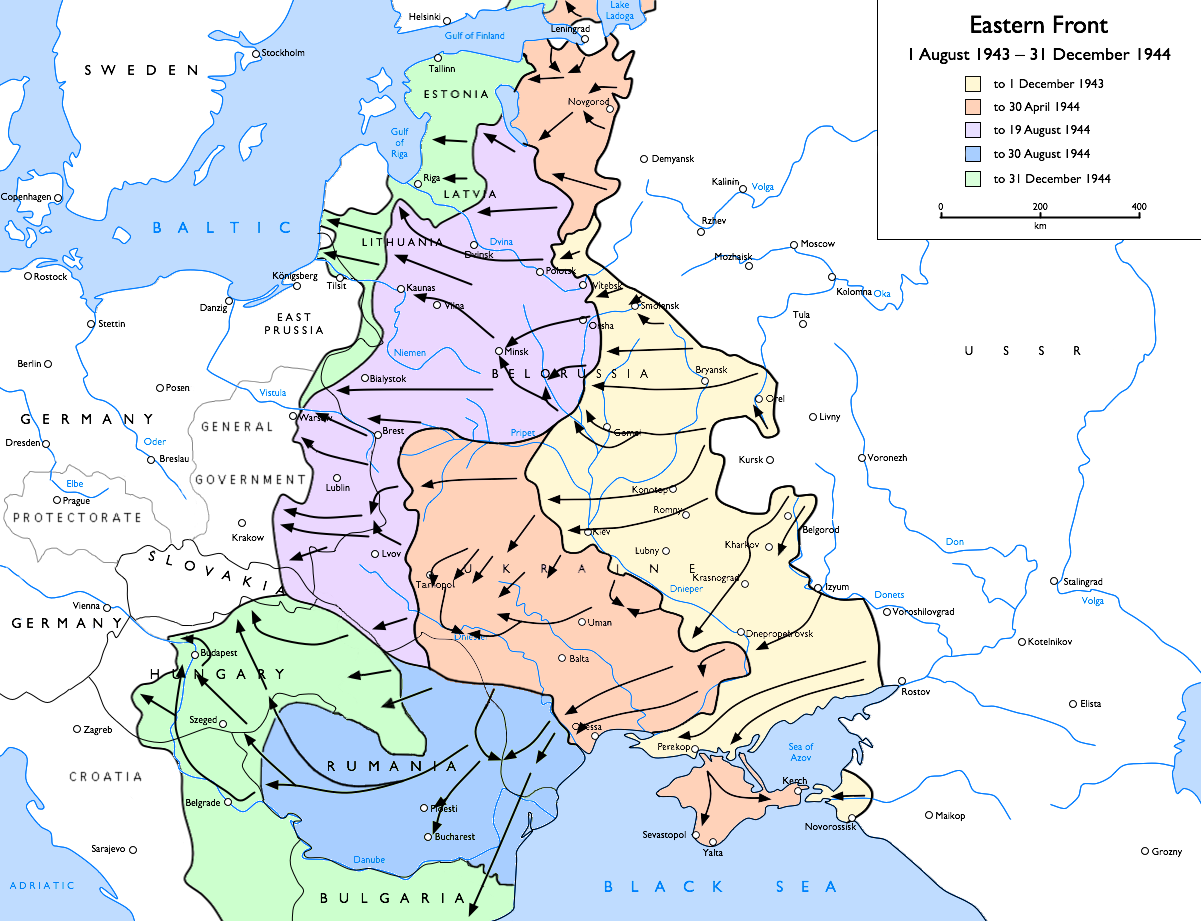
Avenços soviètica al Front Oriental entre agost de 1943 i desembre de 1944

Després de la pèrdua d'Orel, Model es retirà cap al Dnièper, mentre que els soviètics atacaven des de Smolensk al nord fins a Rostov al sud. A final de setembre va ser rellevat del comandament del 9è Exèrcit, i aprofità l'oportunitat per anar 3 mesos de permís a Dresden amb la seva família. Seria el darrer Nadal que passaria a la seva llar.
Model creia que si bé no havia perdut la confiança de Hitler, tampoc no l'havia incrementat: Führer el volia disponible per si esclatava una nova emergència que fes necessària la seva participació. El 29 de gener de 1944 seria enviat urgentment a comandar el Grup d'Exèrcits Nord, que dues setmanes abans havia vist com els Fronts soviètics de Volkhov, Leningrad i 2n Bàltic trencaven el Setge de Leningrad. La situació era desesperava (una circumstància amb què Model començava a gaudir de certa familiaritat): dos dels 3 cossos del XVIII Armee havien quedat malmesos, i s'havia perdut el contacte amb el III SS Panzerkorps mentre defensava Narva.
L'anterior comandant del grup d'exèrcits, Georg von Küchler, havia suplicat permís per retirar-se fins a la Línia Pantera a Estònia, que en aquells moments encara estava només a mitges. Model immediatament instituí una nova política que anomena "Escut i Espasa" (Schild und Schwert). Sota aquesta doctrina, temporalment se cediria terreny, per preparar les reserves per llançar un contraatac immediat que expulsaria als soviètics i alliberaria la pressió en altres zones del front. Aquesta idea va convèncer a Hitler i a l'OKH, que no tenien grans reserves per enviar, però que alhora no volien cedir territori. Els historiadors han debatut sobre el seu resultat: alguns afirmen que "Escut i Espasa" era una invenció del mateix Hitler, mentre que d'altres afirmen que va ser un pla calculat de Model per poder-se retirar fins a la Línia Pantera.
Fos com fos, la pèrdua de territori "temporal" va ser permanent, mentre que Model dirigia una retirada en plena lluita fins a la Línia Pantera. Va delegar la responsabilitat del Front de Narva a Otto Sponheimer, comandant el Destacament de l'Exèrcit Narva, mentre que ell es concentrava en treure al 18è Exèrcit de la seva situació. Sense rebre notícies de l'OKH, construí una sèrie de línies defensives interines per cobrir la seva retirada, alentint l'avanç soviètic i causant-li grans baixes en el procés.
Pel març, la retirada s'havia completat. Les seves forces majoritàriament restaven intactes, però la lluita havia estat ferotge: els contraatacs del seu "Escut i Espasa" li havien costat entre 10.000 i 12.000 homes. Aquests contraatacs normalment fracassaven en l'intent de recuperar terreny, però feien que els soviètics quedessin tocats i Model guanyava temps per retirar les seves unitats. Això també li permeté dir a Hitler que estava seguint una aproximació agressiva, encara que es dirigís a tota velocitat cap a l'oest.
L'1 de març de 1944 va ser promogut a Generalfeldmarschall, el més jove de tota la Wehrmacht. El seu meteòric ascens de coronel a mariscal només li havia portat 6 anys.

#### Ucraïna i Polònia
El 30 de març Model va ser destinat a comandar el Grup d'Exèrcits d'Ucraïna del Nord a Galítsia, que s'estava retirant davant la gran pressió del 1r Front d'Ucraïna del Mariscal Júkov. Va substituir a von Manstein, que havia perdut el favor de Hitler, tot i les seves victòries anteriors, car Hitler volia algú que pogués ser inflexible en la defensa, i Model complia amb els requisits. Allà entrà en conflicte amb els amics de von Manstein, en especial amb Hermann Balck i Friedrich von Mellenthin del XLVIII Panzerkorps. Com el seu anterior comandant, afavorí el concepte de la defensa elàstica, que requeria poques tropes a la línia del front i unes reserves blindades fortes per contraatacar les penetracions soviètiques; però ara refusaven implementar les tàctiques preferides de Model. Aquest resolgué el problema transferint els tancs del XLVIII Panzerkorps al III Panzerkorps de Hermann Breith, deixant a Balck i a von Mellenthin al capdavant de 4 febles divisions d'infanteria al front.
A mitjans d'abril l'avanç de Júkov s'aturà, abans que es pogués decidir sobre quina doctrina defensiva seria millor. El 28 de juny, Model va ser enviat al rescat del Grup d'Exèrcits Centre, que havia quedat molt malmès davant l'Operació Bagration, l'ofensiva soviètica a Belarús. Els exèrcits 9è (l'antic comandament de Model) i 4t estaven atrapats, i els soviètics estaven a punt d'alliberar Minsk. Tot i la situació catastròfica, Model creia que encara podria mantenir Minsk, però això requeria que el 4t Exèrcit aconseguís fugir de la bossa, així com que arribessin reforços per contraatacar els soviètics. Els reforços només podien aconseguir-se retirant-se, car així es retallaria la línia i s'alliberarien tropes. El consens és que la posició alemanya estava condemnada, tot i el que pogués fer Model, però Hitler refusà aprovar la fugida del 4t exèrcit o una retirada general fins que ja era massa tard.
Minsk va ser alliberada pel Fronts Soviètics 1r i 3r el 3 de juliol, però Model encara esperava en restablir el front a l'oest de la ciutat, amb l'ajut de divisions dels Grups d'Exèrcits Nord i del Nord d'Ucraïna. No obstant això, els alemanys llavors eren incapaços d'una tasca així, i van ser expulsats de Vílnius i de Baranovitxi el 12 de juliol. Mentrestant, el 1r Front d'Ucraïna, comandat per Ivan Kóniev i l'ala esquerra del 1r Front de Belarús van iniciar una nova ofensiva contra el Grup d'Exèrcits del Nord d'Ucraïna. En aquesta batalla, el 1r Exèrcit Panzer aconseguí mantenir la línia a l'est de Lviv fent servir les tàctiques de Model, però va ser obligat a retirar-se quan el 4t Exèrcit Panzer, afeblit pel continu trasvàs de tropes cap al Grup d'Exèrcits Centre, va ser incapaç de mantenir les penetracions soviètiques al seu front. Model aturà l'avanç de l'Exèrcit Roig poc abans de Varsòvia, després que Hitler finalment consentís en alliberar 4 divisions panzer experimentades i fresques: la 3a Panzer SS, la 5a Panzer SS, la Hermann Göring i la Grossdeutschland. S'ha de fer notar que, involuntàriament, els soviètics van col·laborar, car van aturar la seva ofensiva per reagrupar-se i rebre subministraments, i van permetre als alemanys esclafar la Sublevació de Varsòvia.
En diversos moments de 1944, Model comandà cadascun dels 3 principals Grups d'Exèrcits alemanys al Front Oriental, i durant un breu període a mitjans d'any va arribar a comandar els Grups d'Exèrcits Centre i del Nord d'Ucraïna simultàniament. Va ser qui, de tota la Wehrmacht, va estar més a prop de comandar efectivament tot el teatre.

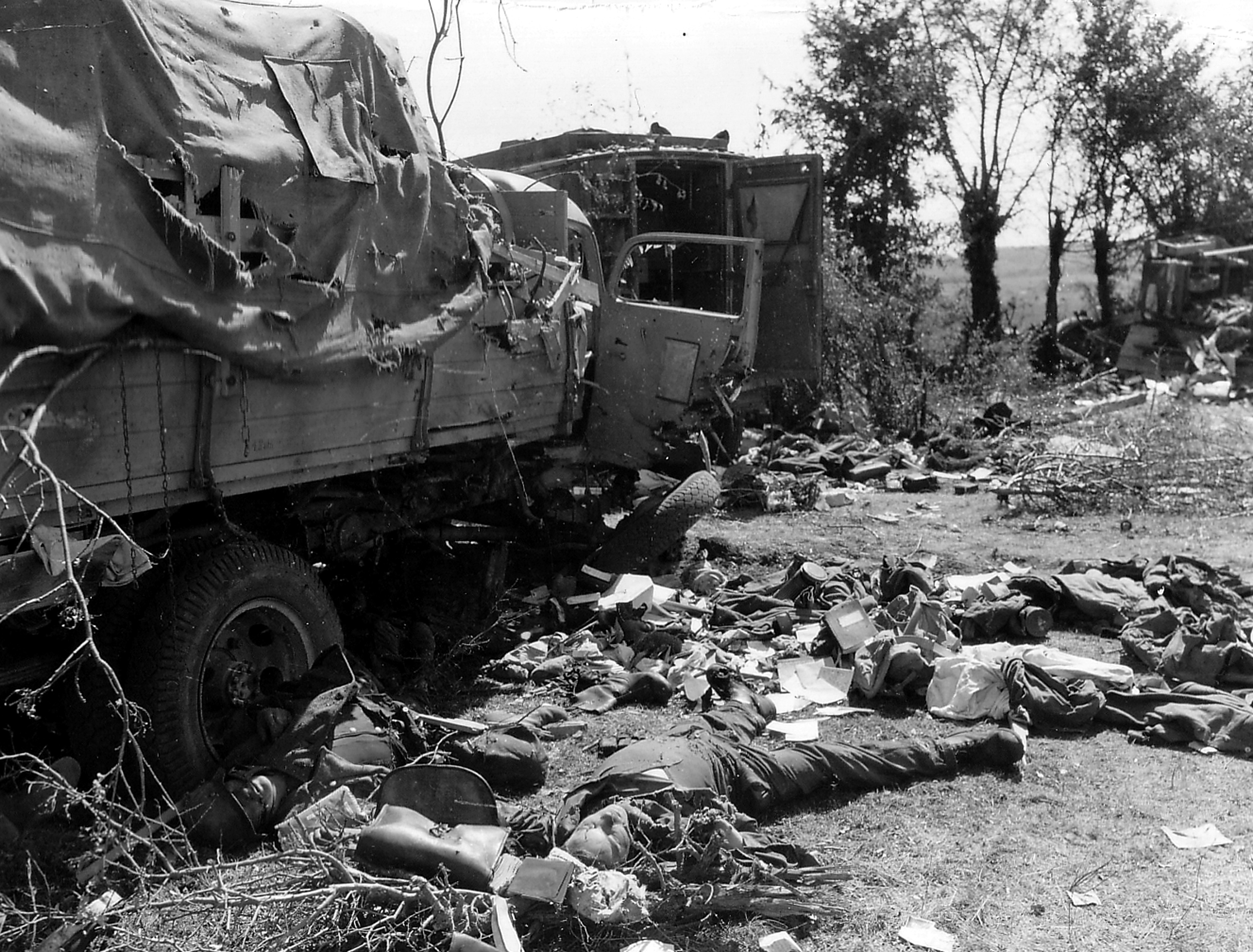
Restes d'un comboi alemany destruït prop de Falaise

#### Normandia
El 17 d'agost de 1944, Model rebé de mans de Hitler els Diamants per afegir a la seva Creu de Cavaller amb Fulles de Roure i Espases, una recompensa per recompondre el Front Oriental. Simultàniament, va ser transferit a l'oest, substituint a von Kluge com a comandant en cap del Grup d'Exèrcits B i de l'OB Oest. El front a Normandia estava col·lapsat després de prop de 2 mesos de dura lluita, amb el Tercer Exèrcit americà avançant pel Sena i el grup d'exèrcits en perill de ser completament anihilat a la Bossa de Falaise.
La primera ordre de Model va ser que Falaise havia de ser defensada, la qual cosa no impressionà gens al seu estat major. Però canvià ben aviat d'idea, convencent a Hitler perquè autoritzés la fugida immediata del 7è Exèrcit i al Grup Panzer Eberbach, una cosa que von Kluge no havia estat capaç de fer. Va ser capaç de salvar una proporció remarcable de les seves unitats, si bé a un cos de gairebé tots els seus blindats i el seu material pesat. Quan Hitler exigí que París havia de ser conservat, Model replicà que ho podria fer sempre que li enviessin 200.000 homes més i diverses divisions panzer. Òbviament, els reforços no van arribar, i el 25 d'agost arribà l'alliberament de la ciutat. Mentrestant, Model es retirà fins a la frontera alemanya.
A inicis de setembre, Model veia com la seva tasca com a comandant del Grup d'Exèrcits B i de l'OB Oest cada cop eren més difícils, davant de la superioritat aèria aliada i de la seva pròpia predilecció per a estar a primera línia del front. Va estar content de ser rellevat al capdavant del OB Oest aquell mateix mes pel Mariscal von Rundstedt; restant com a comandant del Grup d'Exèrcits B fins a la seva dissolució a l'abril de 1945.

#### Retirada fins a Alemanya
Després del daltabaix de Normandia, Model va establir el seu quarter general a Oosterbeek, prop de la ciutat neerlandessa d'Arnhem, on es dedicà a la reconstrucció del Grup d'Exèrcits B. A mitjans d'agost de 1944, von Kluge se suïcidà i Model va tornar a estar al capdavant de l'OB Oest durant 18 dies abans de ser rellevat per Gerd von Rundstedt, un cop més nomenat comandant de l'oest.
El 17 de setembre, el seu dinar es va veure sobtadament interromput quan la 1a Divisió Aerotransportada britànica va saltar sobre la ciutat: s'iniciava l'Operació Horta, l'intent aliat de capturar els ponts sobre el baix Rin, el Mosa i el Waal. En un inici, Model pensà que estaven intentant de capturar-lo a ell personalment, així com al seu estat major, però les dimensions de l'assalt el van dissuadir ràpidament d'aquesta idea.
Quan Model va percebre l'objectiu real dels Aliats, ordenà al II Panzerkorps SS que entrés en acció. El cos (que estava format per les divisions Panzer SS 9a i 10a, i que es trobaven a la zona descansant després dels combats a Normandia), havia passat desapercebut per a la intel·ligència aliada, tot i estar compostes per tropes veteranes. La 9a va ser dirigida contra els britànics a la mateixa Arnhem, mentre que la 10a va dirigir-se cap al sud per defensar el pont de Nimega.

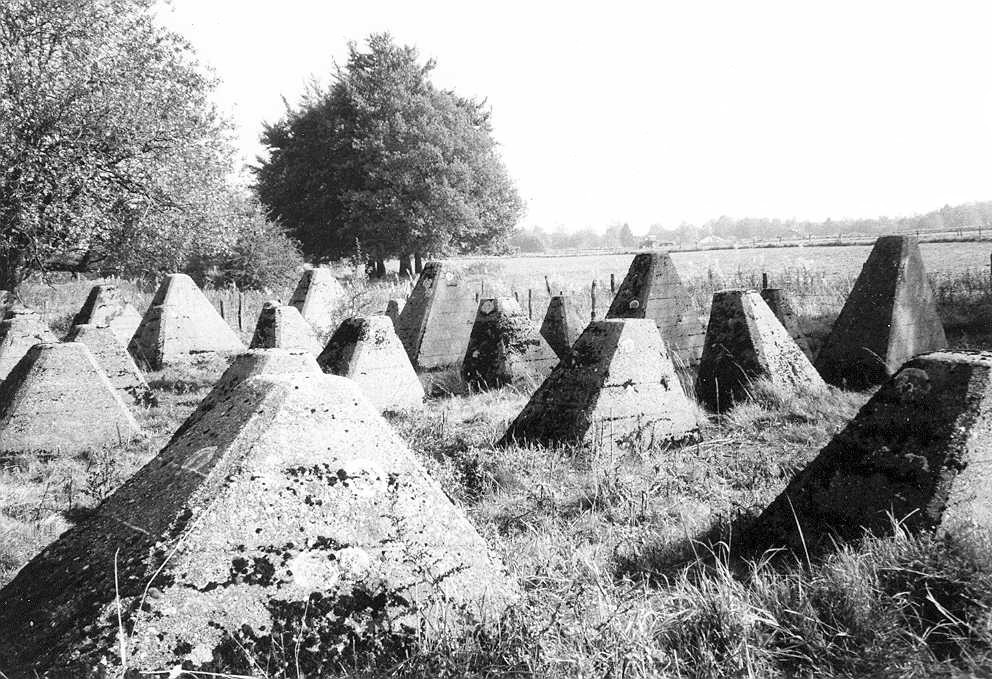
Dents de drac prop d'Aachen, part de la Línia Sígfrid

Model creia que la situació no era tant una amenaça com una oportunitat per contraatacar i, possiblement, tancar el pas als Aliats per Holanda del Sud. Cap al final, prohibí al General de les SS Willi Bittrich i al Tinent General de les SS, comandants del II Cos Panzer SS i de la 10a Divisió respectivament, destruir el pont de Nimega. Però a excepció d'aquest error tàctic, es considera que Model portà a terme una batalla destacada i causà una gran derrota als Aliats: el pont sobre Arnhem va ser conservat i la 1a Aerotransportada britànica va ser totalment destruïda, esvaint les esperances aliades de posar un peu al Rin abans del final de l'any.
El resultat d'Arnhem va fer retornar a Model la seva confiança, que havia quedat molt malmesa després de l'experiència de Normandia. Entre setembre i desembre lluità contra el XII Grup d'Exèrcits estatunidenc del General Bradley, mentre intentaven travessar el bosc de Hurtgen i la ciutat d'Aachen. Mentre que cada cop interferia menys al dia a dia als moviments de les seves unitats que a Arnhem, se seguia mantenint completament informat de la situació general, alentint el progrés aliat, causant grans danys i treia profit al màxim de les fortificacions del Westwall, conegut entre els Aliats com la Línia Sigfrid.
Els combats al bosc de Hürtgen costà al 1r Exèrcit Estatunidenc almenys 33.000 baixes entre morts i incapacitats, incloent-hi tant els combatents com els no-combatents; mentre que les baixes alemanyes oscil·laren entre les 12.000 i les 16.000. Aachen va caure el 22 d'octubre, de nou a un gran cost pel 9è Exèrcit Estatunidenc. L'avanç del 9è Exèrcit fins al Ruhr no anà millor, i no aconseguiren travessar el riu. Hürtgen va ser tan costós que els mateixos aliats el van anomenar una desfeta de primera magnitud, atorgant tot el crèdit a Model.

#### Wacht am Rhein
Després del final d'Horta, Hitler decidí que els alemanys havien de llançar una ofensiva a l'oest que agafés als Aliats Occidentals per sorpresa. L'objectiu que tenia al cap era trencar el front Aliat i capturar Anvers. Aquesta operació, amb nom clau Wacht am Rhein ("Vigilància del Rin"), forçaria als britànics i als americans a implorar la pau, deixant així a Alemanya lliure per concentrar-se en la lluita contra la Unió Soviètica.
Model, igual que la resta dels comandants involucrats, creia que la idea era inabastable, donats els escassos recursos disponibles el 1944. A més, coincidia amb von Rundstedt que una postura defensiva (tal com es venia fent des de la retirada de Normandia) només podria retardar la desfeta alemanya, però mai podria evitar-la. No obstant això, dissenyà l'Operation Herbstnebel, un atac menys ambiciós que no intentaria travessar el Mosa, però que causaria problemes als Aliats. Von Rundstedt preparà un pla semblant al OB Oest, i els dos mariscals van combinar els seus plans per presentar una petita solució conjunta a Hitler. El seu pla va ser rebutjat, i es prosseguí amb els plans per atacar Anvers.
Per a aquesta operació, Model disposava del 6è Exèrcit Panzer SS, el 5è Exèrcit Panzer i el 7è Exèrcit Panzer, amb un total de 12 divisions panzer i panzergrenadiers, que representaven les darreres reserves estratègiques del Tercer Reich. Tot i els seus dubtes, Model s'abocà a la tasca amb la seva energia habitual, castigant qualsevol rastre de derrotisme que pogués trobar. Davant les reclamacions d'un oficial d'estat major davant l'escassetat de material, Model li replicà que si necessita res, agafi-ho als americans. Quan el Coronel Friedrich August von der Heydte, que havia d'encapçalar un salt paracaigudista (l'Operació Stösser), li digué que el salt no tenia més que un 10% de possibilitats de tenir èxit, li respongué: "Bé, és necessari intentar-ho, car de fet tota l'ofensiva no té més que un 10% de possibilitats de tenir èxit. S'ha de fer, perquè aquesta ofensiva és la darrera oportunitat que ens queda per acabar la guerra favorablement".
L'operació es llançà el 16 de desembre de 1944, gaudint d'èxits inicials, però li mancava cobertura aèria i infanteria, i de manera més crítica, combustible. El 6è Exèrcit Panzer SS no es trobà gaire resistència, i mentre que el 5è Exèrcit Panzer aconseguia penetrar profundament a les línies aliades, Model era incapaç d'explotar-ho. Els alemanys van fracassar en conquerir el vital nus de carreteres de Bastogne; i combinat amb un temps terrible i un terreny infranquejable, les columnes alemanyes quedaven atrapades enmig d'uns immensos embussos de trànsit a les carreteres davant del front. Totalment manca de combustible i munició, l'atac s'aturà el 25 de desembre i el 8 de gener s'ordenà la retirada.

#### Desfeta al Ruhr
El fracàs de Wacht am Rhein marcà el final de la relació especial entre Model i Hitler, qui, el 21 de gener de 1945, dictà una ordre a totes les divisions del Grup d'Exèrcits B segons la qual serien responsables davant d'ell personalment. La retirada cap al Rin estava expressament prohibida, i el grup d'exèrcits havia de conduir la seva defensa sense cedir un metre de terreny.
Era una tasca impossible, i a mitjans de març, Model es va veure obligat a retirar-se cap al Ruhr. L'1 d'abril, el Grup d'Exèrcits B quedà envoltat pel 1r i pel 9è Exèrcits estatunidencs. La resposta de Hitler va ser declarar el Ruhr com una fortalesa, de la qual estava denegada la rendició o la fugida (igual com havia succeït a Stalingrad; a més d'ordenar que tota la indústria fos destruïda per evitar que caigués en mans aliades. Model simplement ignorà aquestes ordres.
El 15 d'abril, després que els Aliats haguessin trencat en dos la bossa, el Major General Matthew Ridgway, comandant del 18è Cos Aerotransportat dels Estats Units, demanà la rendició a Model, en lloc de sacrifica inútilment les vides dels seus soldats. La resposta va ser que Model, sentint-se encara lligat pel seu jurament a Hitler i pel seu sentit de l'honor com a mariscal, considerà la rendició fora de tota qüestió. No obstant això, ordenà que el grup es dissolgués en comptes de què seguís lluitant. Els soldats més joves i més vells van ser llicenciats, i a la resta se'ls donà la possibilitat de rendir-se o d'intentar fugir per si mateixos. De fet, podia fer ben poca cosa més: el 5è Exèrcit Panzer ja havia baixat els braços, i el comandament i les comunicacions alemanyes a la bossa s'havien desintegrat. El 20 d'abril, el Ministre de Propaganda Joseph Goebbels denuncià al Grup d'Exèrcits B com a traïdors, marcant així la ruptura final entre Model i un règim nazi col·lapsat.

##### Suïcidi
Model decidí pels seus homes posar fi a la guerra, però tenia poques esperances per a ell. Abans de dissoldre el seu comandament, digué al seu estat major: "S'ha fet tot per justificar les nostres accions a la llum de la Història? Què pot haver per un comandant derrotat? A l'antiguitat prenien verí." La seva decisió per suïcidar-se va quedar confirmada quan se n'assabentà que els soviètics l'havien acusat de crims de guerra, específicament per la mort de 577.000 persones als camps de concentració a Letònia i per la deportació de 175.000 més com a treballadors esclaus. Després d'intentar repetidament morir a la línia del front, es disparà a si mateix al cap a una zona boscosa el 21 d'abril de 1945, entre Duisburg i el poble de Lintorf.

##### Epíleg
Model va ser enterrat allà on va caure. El 1955, el seu fill, Hansgeorg Model (1927-2016), guiat pels antics oficials del seu pare, recuperà el seu cadàver. Walter Model va ser enterrat a un cementiri militar alemany prop de la ciutat al bosc de Hürtgen. Hansgeorg serví com a oficial cadet amb la Divisió Großdeutschland de la darreria de 1944 fins a la fi de la guerra. Després de la guerra continuà al Bundeswehr on va accedir fins al rang de General de Brigada.

## El seu generalat

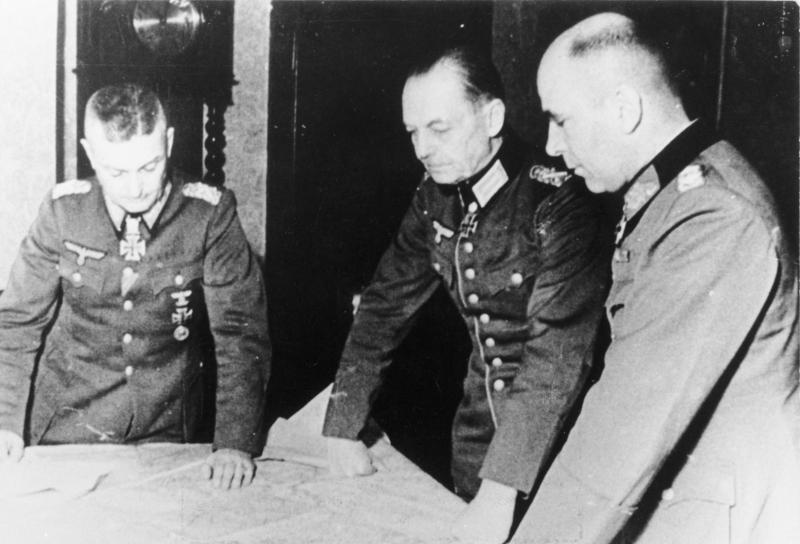
Model, Rundstedt, el Generalfeldmarschall von Rundstedt i el General Krebs.

A diferència de Rommel, un altre mariscal que preferia liderar des de primera línia del front, Model no era estimat per aquells que treballaven amb ell. Per exemple, quan va ser fet comandant del XLI Cos Panzer el 1941, tot l'estat major del cos sol·licità ser traslladat. No només era groller i abusiu, sinó que va convertir en un hàbit menystenir als seus subordinats, modificant els plans sense consultar-ho i deixant de banda la cadena de comandament quan li convenia. Era exigent amb les nimietats d'etiqueta, sovint reprimint o castigant als seus oficials en públic. Quan abandonà el Grup d'Exèrcits Nord al març de 1944 després de ser enviat a Ucraïna, el cap d'estat major del grup exclamà: "Schweinfuhrt" (el porc ha volat). De fet, entre els seus oficials d'estat major, era conegut com a "Frontschwein" (el porc del front).
No era un geni operacional de la manera que ho era, el qual havia imaginat el pla que derrotaria França el 1940. Model va encapçalar l'espectacular avenç de la 3a Divisió Panzer durant l'Operació Barbarroja, i va arribar molt a prop del centre de Moscou el 1941, però les seves operacions ofensives a nivell d'exèrcit i superior van ser mediocres. Com a comandant del 9è Exèrcit va encerclar i destruir gran nombre de formacions enemigues que havien penetrat al seu front, però a Kursk no va calcular bé els efectes de retardar l'ofensiva, i el seu pla d'atac era mancat d'inspiració, jutjant-lo compassivament. A les Ardenes va ser incapaç de solucionar els problemes de subministraments i coordinació que hostigaven l'operació. El seu estil de comandament funcionava quan encapçalava una divisió o un cos, però un cop va ser promogut a comandar tot un exèrcit, començà a rebre crítiques quan abans només havia rebut felicitacions.
Model no mostrà cap habilitat destacada com a estrateg. Tant al Front Oriental com a l'Occidental va ostentar comandaments que incloïen el control de múltiples grups d'exèrcits, i en ambdues ocasions, les seves limitacions estaven marcades per la manca d'un pla coherent. La seva decisió durant l'Operació Bagration de reforçar el Grup d'Exèrcits Centre amb divisions del Grup d'Exèrcits de la Ucraïna Nord només va tenir l'efecte d'afeblir aquest darrer. S'ha observat que no tenia cap habilitat ni inclinació a contemplar les dificultats del front que ell no comandava.

### Força
Model posseïa una ment tàctica excel·lent, especialment en la guerra defensiva, així com un talent excel·lent per a la improvisació. La 3a Divisió Panzer seria pionera en l'ús dels Kampfgruppen, que aviat esdevindria la pràctica normalitzada pels alemanys. Tenia una memòria formidable, així com un ull pel detall, que el permetien dominar als seus oficials d'Estat Major, i en especial aquells encarregats de tasques especialitzades com l'artilleria, el transport i les comunicacions.
La seva doctrina operativa era molt diferent a la dels seus col·legues que dominarien les avaluacions de postguerra sobre les operacions alemanyes: homes com Guderian, von Manstein, von Mellenthin and Balck, que emfatitzaven la guerra de maniobra com la clau per guanyar batalles. Abans de la guerra, quan va ser destinat al capdavant de l'anàlisi tècnica, el seu entusiasme per a la innovació li portà el malnom de "Armee Modernissimus" ("el fanàtic de la modernització de l'exèrcit"). Això és fruit de les seves experiències respectives: Model lluità pràcticament totes les seves batalles a les parts de la Rússia nord i central; mai no experimentà les estepes del sud de Rússia, on el terreny obert li permetria realitzar una guerra mòbil. No obstant això, els resultats de la seva defensa indiquen el seu valor. A Rjev, Orel, Galàcia i Estònia va contenir oponents que esperaven superar-lo; i al novembre de 1944 encara va ser una sagnant molèstia al bosc de Hürtgen pel 12è Grup d'Exèrcits americà.
A prop no era amable. Model era un comandant rude, que no dubtava a tenir baixes per estabilitzar el front. A més, enviava les reserves operatives al punt on la lluita era més dura, evitant així enviar a les unitats que ell jutjava com orgàniques pel seu propi comandament. Per exemple, al setembre de 1942 rebé la divisió d'elit Großdeutschland, quan el seu 9è Exèrcit estava rebent un dur atac durant l'Operació Mart. Si bé se li va advertir que la divisió no era per separar-la, Model la disgregà en batallons i companyies, que usava per tapar els forats que apareixien. La Großdeutschland tingué unes 10.000 baixes d'una força de 18.000 homes, i va estar a prop del motí; però segons el punt de vista de Model, aquestes pèrdues eren acceptables perquè les seves tropes del 9è Exèrcit no les havien patit, replicant que simplement havia disposat d'aquelles unitats perquè no en tenia d'altres. A inicis de 1942, el Regiment Der Führer de la 2a Divisió SS Das Reich va quedar vergonyosament reduïda a un grapat d'homes en 3 setmanes de dura lluita, però en aquest temps rebé almenys 1.500 soldats de reforç, incloent canons de 88mm, peces d'artilleria i canons d'assalt SutG III, i el mateix Model visitava el sector diàriament, per calcular el suport mínim que necessitaven per rebutjar els atacs soviètics.
Juntament amb tot això estava la seva determinació i el seu vigor. Sovint deia que qui dirigeix tropes no té dret a pensar en si mateix. Les seves visites al front potser no ajudaven a l'eficiència operativa, però donaven vigor als seus homes.
Com a comandant general del 9è Exèrcit va ser vist encapçalant personalment l'atac d'un batalló contra una posició soviètica, pistola en mà. Fins i tot els seus iguals respectaven la seva habilitat i la seva decisió fèrria, tot i que detestaven els seus punts de vista. Guderian pensà en ell com la millor elecció per dirigir el Grup d'Exèrcits Centre durant la crisi de l'Operació Bagration, i el Diari de Guerra del 9è Exèrcit deia que, després que arribés al quarter general del grup d'exèrcits a Minsk: la notícia de l'arribada del Mariscal Model s'ha notat amb satisfacció i confiança".

## Valoració

### La seva relació amb Hitler
Abans de la guerra, Model era de l'opinió de deixar la política pels polítics, preferint concentrar-se en els assumptes militars. Malgrat això, acabaria sent un dels mariscals de camp de la Wehrmacht més identificats amb Hitler. Les opinions sobre ell de postguerra varien: alguns els qualifiquen de cegament lleial o d'una disciplina gelosa cap a Hitler; mentre que d'altres només veuen en Model a un oportunista fredament calculador que va usar el Führer per beneficiar-se'n, combregués o no amb els ideals del Nazisme. Les contradiccions entre la seva pràctica luterana i la seva posterior associació amb els Nazis també han estat objecte de discussió.
Com un dels pocs oficials alemanys de classe mitjana, el rerefons de Model era agradós per Hitler, a qui li disgustava l'antic orde aristocràtic prussià que encara dominava el cos d'oficials de la Wehrmacht. Hitler preferia les seves tàctiques defensives a la idea de cedit terreny, i el mateix Model rebutjava la idea de la "defensa elàstica". La seva rudesa i energia a més li feien augmentar l'admiració de Hitler, així com la seva manera directa de parlar.
En un incident molt destacat, Hitler hagué de discutir amb el mateix Hitler perquè aquest volia interferir amb els seus preparatius. Una trucada des del Cap d'Estat Major del Grup d'Exèrcits Centre el 19 de gener de 1942 li informà que Hitler, nerviós per com els soviètics amenaçaven Viazma, decidí que el XLVII Panzerkorps, la 2a Divisió SS Das Reich i la 5a Divisió Panzer no estaven sent utilitzades per a l'imminent contraatac, sinó que estaven sent reservades per a altres menesters a la rereguarda. Model es dirigí immediatament cap a la Prússia Oriental, i saltant-se la figura del mariscal von Kluge, el seu superior immediat, tingué una confrontació personal amb Hitler. En un inici intentà exposar els seus motius de la millor manera, a l'estil desapassionat de l'Estat Major General, només per trobar-se amb la immobilitat de Hitler. De sobte, mirant fixament a Hitler amb el seu monòcul, li llançà directament: "Mein Führer, qui comanda el 9è Exèrcit, vostè o jo?". Hitler, sobtat pel desafiament del seu comandant d'exèrcit més novell, intentà trobar una altra solució favorable a tots dos, però ara era Model qui estava inamovible. Finalment, l'exasperat Hitler respongué: "Bé, Model, faci-ho com vulgui, però serà sota la seva total responsabilitat".
Recolzat pels seus èxits defensius, Model es guanyà tota la confiança de Hitler; sent anomenat per Hitler com el meu millor mariscal i, després de l'Operació Bagration, el salvador del Front Oriental. A més, això proporcionava a Model un grau de flexibilitat com cap altre general alemany gaudí. Sovint discutia o ignorava les ordres que creia insoportables: a Rjev i a Orel construí fortificacions defensives tot i la prohibició, i la seva pràctica de les tàctiques d'Escut i Espasa es mostrà com una simple cobertura per a una retirada preparada. La seva relació amb els seus superiors estava marcada per la simulació, on el que escrivia als seus informes sovint tenia poc a veure amb el que realment succeïa. Mentre que d'altres generals que topaven amb Hitler eren retirats, Model seguí sense problemes mentre que portà resultats. Després del fracàs de les Ardenes i del Ruhr, també va ser descartat.

### Model i el Nazisme
Molts dels companys oficials de Model el consideraven un Nazi. Abans i durant la guerra pronuncià sentiments pro-nazis, i sovint arengava als seus homes a tenir fe en el Führer i en creure en les virtuts del Nacional Socialisme. A més, nomenà a un oficial de les Waffen-SS com el seu ajudant al Grup d'Exèrcits Nord el 1944, repetidament sol·licità oficials de les SS perquè fossin destinats al seu Estat Major i a cadascun dels comandaments del seu grup d'exèrcits, i ocupà el càrrec de National Sozialistischer Führungs Offizier (NSFO, essencialment un comissari polític nazi) al Grup d'Exèrcits Nord que va estar vacant fins a la seva arribada. El seu hàbit de repetir constantment les ordes del Führer va fer que fos vist com un adulador, encara que sovint ignorés aquestes ordres a la pràctica.
Després del Complot del 20 de juliol, Model va ser el primer comandant superior en reafirmar la seva lleialtat a Hitler. No obstant això, també rebutjà lliurar al General Hans Speidel, el seu cap d'Estat Major del Grup d'Exèrcit B, el qual estava enormement implicat en el complot, a la Gestapo. Model sabia dels ideals polítics de Speidel, igual que els seus predecessors al Grup d'Exèrcits B, Rommel i von Kluge.
Mentre que estigué al Front Oriental, Model no mostrà objeccions a com les SS tractaven als civils a les zones sota el seu comandament, supervisant diverses operacions anti-partisanes, principalment mentre comandava el 9è Exèrcit. Aquestes operacions, portades a terme per tropes tant de la Wehrmacht com de les SS, eren molt sanguinolentes, si bé no eren estranyes al Front Oriental. Va ser per tot això, juntament amb la seva aplicació de la política de terra cremada durant la seva retirada, que portaria a la Unió Soviètica a declarar-lo criminal de guerra.
Malgrat això, mentre que comandava el Grup d'Exèrcits Centre, refusà enviar tropes per sufocar la Sublevació de Varsòvia (tasca de la qual finalment se n'encarregaren les SS). Constatà que la revolta havia estat provocada pel patiment de la població polonesa provocat dels Nazis, i que l'Exèrcit no tenia res a fer amb allò. Per l'altra banda, no dubtà en netejar els suburbis de Varsòvia, a través dels quals passaven diverses línies vitals de subministraments.
S'ha argumentat que la millor explicació per comprendre la conducta i el suïcidi de Model és que no era necessàriament un nazi, però sí que era un militarista autoritarista que veié en Hitler al líder fort que necessitava Alemanya. Això caracteritzà a una gran part del cos d'oficials alemanys, però en el cas de Model això anava acompanyat d'una voluntat cínica per ajudar al règim nazi en aconseguir els seus propis objectius, i una completa internalització de la imatge d'un soldat professional i apolític. Havia dedicat la seva vida a l'Exèrcit, fos el Reichswehr o la Wehrmacht, i als seus darrers dies al Ruhr, més d'un observador detectà en ell una lluita per assumir el fet que la destrucció era imminent.

## Sumari de la carrera

### Dates de promoció
Tinent de 2a – 22 d'agost de 1910
 Tinent – 25 de febrer de 1915
 Capità – març de 1918
 Major – 1929
 Tinent Coronel – 1932
 Coronel – 1 d'octubre de 1934
 Major General – 1 de març de 1939
 Tinent General – 1 d'abril de 1940
 General de Tropes Panzer – 1 d'octubre de 1941
 Coronel General – 28 de febrer de 1942
 Mariscal de Camp – 1 de març de 1944

### Historial de Servei
- 1909: Instrucció com a Oficial cadet
- 1910: 52è Regiment d'Infanteria von Alvensleben
- 1917: Destins d'Estat Major
- 1925: Comandant, 9a Companyia, 8è Regiment d'Infanteria
- 1928: Oficial d'Estat Major, 3a Divisió, Berlín
- 1930: Oficial d'Estat Major, Secció 4 (Entrenament), Truppenamt, Berlín
- 1932: Cap d'Estat Major, Reich Kuratorium per Educació Física de la Joventut
- 1933: Comandant de Batalló, 2n Regiment d'Infanteria
- 1935: Cap de la Secció 8a, Estat Major General, Berlíin
- 1938: Cap d'Estat Major, IV Cos
- 1939: Cap d'Estat Major, 16è Exèrcit
- 1940: Comandant, 3a Divisió Panzer
- 1941: Comandant, XLI Panzerkorps
- 1942: Comandant, 9è Exèrcit
- Gener – Març 1944: Comandant, Grup d'Exèrcits Nord
- Març – Juny 1944: Comandant, Grup d'Exèrcits Nord Ucraïna
- Juny – Agost 1944: Comandant, Grup d'Exèrcits Centre
- Agost – Setembre 1944: Comandant en Cap, OB Oest
- Agost 1944 – Abril 1945: Comandant, Grup d'Exèrcits B

### Condecoracions
Creu de Cavaller de la Creu de Ferro amb Fulles de Roure, Espases i Diamants:
 Creu de Cavaller (09/07/1941) (344è) (com Generalleutnant i Comandant de la 3. Panzer-Division/ XXIV Panzer-Korps/ Panzergruppe 2/ Heeresgruppe Mitte, Front Oriental)
 Fulles de Roure (17/02/1942) (74è) (com Generaloberst i Kdr. OB/ der 9/ Armee, Front Oriental) (les rebé de mans d'Adolf Hitler)
 Espases (02/04/1943) (28è) (com Generaloberst und OB/ der 9/ Armee, Front Oriental)
 Brillants (17/08/1944) (17è) (com Generalfeldmarschall und OB/ der Heeresgruppe Mitte, Front Occidental) (els rebé de mans d'Adolf Hitler)
 Creu de Cavaller amb Espases del Reial Orde Prussià de Hohenzollern (26/02/1917)
 Creu de Ferro 1914 de 1a Classe (19/10/1915)
 Creu de Ferro 1914 de 2a Classe (20/09/1914)
 Orde del Mèrit Militar de 4a Classe amb Espases (Baviera): 29/03/1915
 Creu del Servei Militar Distingit de II Classe de la Casa de Grossherzoglich (Mecklenburg-Schwerinsches): 22/11/1917
 Creu de 3a Classe del Mèrit Militar amb distintiu de Guerra (Àustria): 22/11/1917
 Medalla de Guerra (Imperi Otomà): 22/11/1917
 Insígnia de Ferit 1918: 28/07/1918
 Creu d'Honor dels Combatents 1914-18: 26/01/1935
 Creu dels 25 anys de Servei a les Forces Armades
 Creu Espanyola en Bronze: 31/05/1939
 Barra de 1939 a la Creu de Ferro 1914 de 1a Classe: 02/10/1939
 Barra de 1939 a la Creu de Ferro 1914 de 2a Classe: 22/09/1939
 Medalla de l'1 d'octubre de 1938
 Creu Alemanya en Or
Insígnia de Combat de tancs en plata: 29/08/1941
 Insígnia de Ferit 1939 en Or: 25/05/1942
 Medalla de la Campanya d'Hivern a l'Est 1941/42: 15/07/1942
4 citacions al Butlletí de la Wehrmacht: 21/02/1942; 03/09/1943; 05/08/1944; 19/04/1945